# Paul Althouse
Paul Shearer Althouse (Reading, 2 dicembre 1889 – Manhattan, 6 febbraio 1954) è stato un tenore, prima lirico e in seguito drammatico, statunitense.
Iniziò la sua carriera come tenore lirico con un robusto suono italiano, in ruoli come Cavaradossi in Tosca, Pinkerton in Madama Butterfly e Turiddu in Cavalleria rusticana. In seguito espanse il proprio repertorio come tenore drammatico, trovando il successo nell'interpretare gli eroi wagneriani. Cantò con il Metropolitan Opera di New York per 30 anni.

## Biografia
Nacque a Reading, in Pennsylvania, il 2 dicembre 1889 da Harry Jacob Althouse (1871-1937) e Laura May Shearer (1873-1942).
Althouse cantò come voce bianca nel coro della chiesa episcopale della sua città natale. Ha ricevuto le sue prime lezioni di canto in chiesa da Evelyn Essick. Ha studiato musica alla Bucknell University e poi ha cantato privatamente con Perley Dunn Aldrich a Filadelfia e Oscar Saenger e Percy Rector Stevens a New York City. Ha fatto il suo debutto operistico professionale con la Philadelphia-Chicago Grand Opera Company nel ruolo del Faust di Gounod in un ingaggio fuori città a New York City.

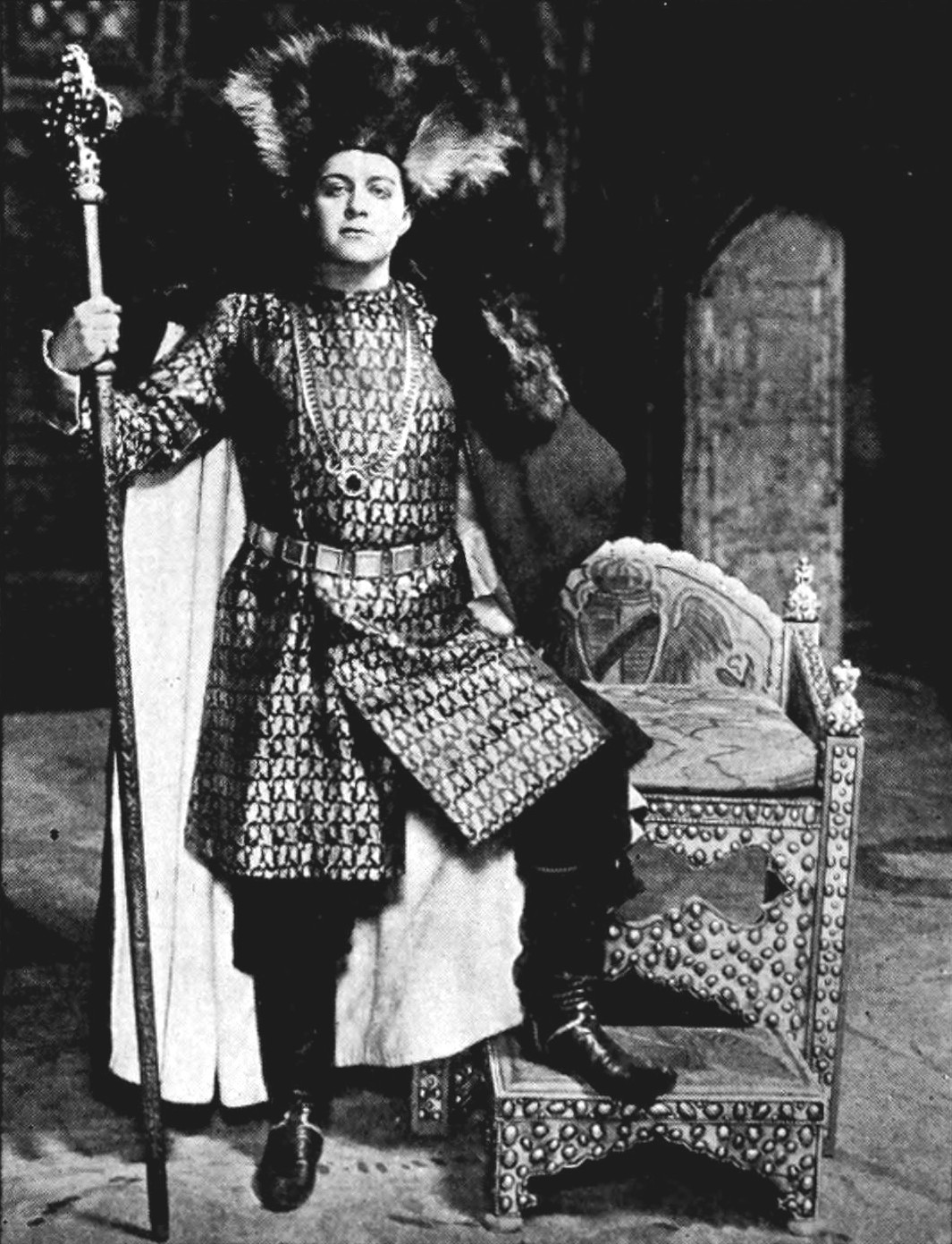
Althouse come Dimitri nell'opera Boris Godunov di Mussorgsky

Althouse debuttò al Metropolitan opera in un piccolo ruolo ne Il flauto magico il 23 novembre 1912. Il suo primo incarico importante con quella compagnia arrivò il 19 marzo 1913 come Grigory nella prima statunitense di Boris Godunov di Musorgskij sotto la direzione di Arturo Toscanini. È da notare che fu il primo tenore americano senza esperienza europea a cantare al Met.
Sposò Elizabeth Breen (1896–1966), conosciuta professionalmente come Zabetta Brenska, il 18 giugno 1914 a Saint Paul, Minnesota; ebbero due figlie e divorziarono nel 1930. Si risposò, con Klaire Shoup, nel 1936.
Althouse rimase al Met fino al 1920, durante il quale partecipò alle anteprime mondiali di Madeleine (François, 1914) di Victor Herbert, Madame Sans-Gêne (Neipperg, 1915) di Umberto Giordano), The Canterbury Pilgrims (Squire, 1917) di Reginald de Koven, Shanewis (Lionel, 1918) di Charles Wakefield Cadman e The Legend (Stephen, 1919) di Joseph Carl Breil. Tra gli altri suoi ruoli in quel teatro durante questi anni: Cavaradossi in Tosca, Froh in L'oro del Reno, Il cantante italiano in Il cavaliere della rosa, Nicias in Thaïs, Pinkerton in Madama Butterfly, Turiddu in Cavalleria Rusticana, Uin-San- Lui ne L'Oracolo di Franco Leoni, Walther in Tannhäuser, Vladimir ne Il principe Igor' e il ruolo del protagonista in Oberon.
Althouse trascorse gran parte degli anni '20 dedicandosi alle esibizioni in concerto. Dopo un'assenza di cinque anni dall'opera, apparve come Faust a San Francisco nel 1925. Quell'anno si unì allo staff dei cantanti della Philadelphia Civic Opera Company (PCOC), debuttando con la compagnia come Avito ne L'amore dei tre re. Cantò anche Sansone in Samson et Dalila e Don José in Carmen con la compagnia quell'anno. Visitò il Festival di Bayreuth nell'estate del 1925 e decise di studiare come tenore eroico. Girò la Nuova Zelanda con Arthur Middleton nell'ottobre 1925, facendo in seguito la sua prima incursione nel repertorio più pesante al PCOC come Tristano nel Tristano e Isotta il 25 marzo 1926. Ha continuato a esibirsi con il PGOC ogni anno fino al 1929 in ruoli come Canio in Pagliacci, Pinkerton, Radamès in Aida, Siegmund in La Valchiria e Walther von Stolzing ne I maestri cantori di Norimberga.
Nel 1929 Althouse fece le sue prime apparizioni nei maggiori teatri d'opera europei, esibendosi alla Staatsoper Unter den Linden, alla Staatsoper Stuttgart e all'Opera reale svedese, principalmente come Turiddu e come Canio. Nello stesso anno si esibì anche in concerti con la Eaton Choral Society a Toronto. Nel 1930 cantò all'Opera di Chicago come Tannhauser e Siegmund. Nel 1931 cantò il ruolo del protagonista nell'Edipo Re di Stravinskij con l'Orchestra di Filadelfia sotto la direzione di Leopold Stokowski. Ha cantato Tristano e Sigfrido in concerto con l'orchestra l'anno successivo. Nel 1933 cantò Tristano a San Francisco.
Dopo tredici anni di assenza, Althouse tornò al Met il 26 febbraio 1933 per un concerto speciale in onore di Giulio Gatti-Casazza. Successivamente è apparso sul palco come Siegmund in La Valchiria il 3 febbraio 1934 con Frida Leider come Brünnhilde. È apparso ogni anno al Met per i successivi sei anni, cantando ruoli come Aegisth in Elettra, Loge in L'oro del Reno, Pinkerton, Tristano, Walther von Stolzing e il ruolo del protagonista in Lohengrin. La sua ultima apparizione al Met fu in una serata di concerto il 18 febbraio 1940.
Althouse si ritirò dalle scene nel 1945, dopodiché si dedicò all'insegnamento. Tra i suoi allievi c'erano Richard Tucker, Eleanor Steber, Astrid Varnay, Margaret Schaper, presidente della University of Southern California, Dean Verhines e Léopold Simoneau.
Morì il 6 febbraio 1954 a Manhattan, New York City e fu sepolto nel Cimitero e Mausoleo di Ferncliff a Hartsdale, New York.